# Torre SAETA
Torre SAETA, es la antena transmisora de Canal 10 mide 185 metros de altura, un poco menos que Torrespaña. Fue construida e inaugurada al poco tiempo del que el canal adquirió los estudios en el barrio Palermo.

## Construcción
Se debe a la idea y posteriores gestiones de Milton Fontaina, su construcción estuvo a cargo del  ingeniero Eladio Dieste. Es la segunda infraestructura más alta de Montevideo y puede verse desde muchos lugares de la ciudad.
A pesar de que su infraestructura cuenta con un ascensor, un amplio mirador y una azotea, nunca fue abierta al público. En su cima cuenta con varias cámaras apostadas para servir de imágenes a diferentes programas del canal, así como antenas de otros medios de comunicación y También se puede encontrar la Torre SAETA como la radio Aire FM.

## Hermana
El Canal 7 de Punta del Este, en sus estudios cuenta con una pequeña y parecida imitación, en otras dimensiones y de ladrillos. También construida por el mismo ingeniero